# Gary Neal
Gary Neal (Baltimore, Maryland; 3 de octubre de 1984) es un exbaloncestista estadounidense que disputó 7 temporadas en la NBA y varias en Europa. Con 1,95 metros de estatura, juega en la posición de escolta.

## Trayectoria deportiva

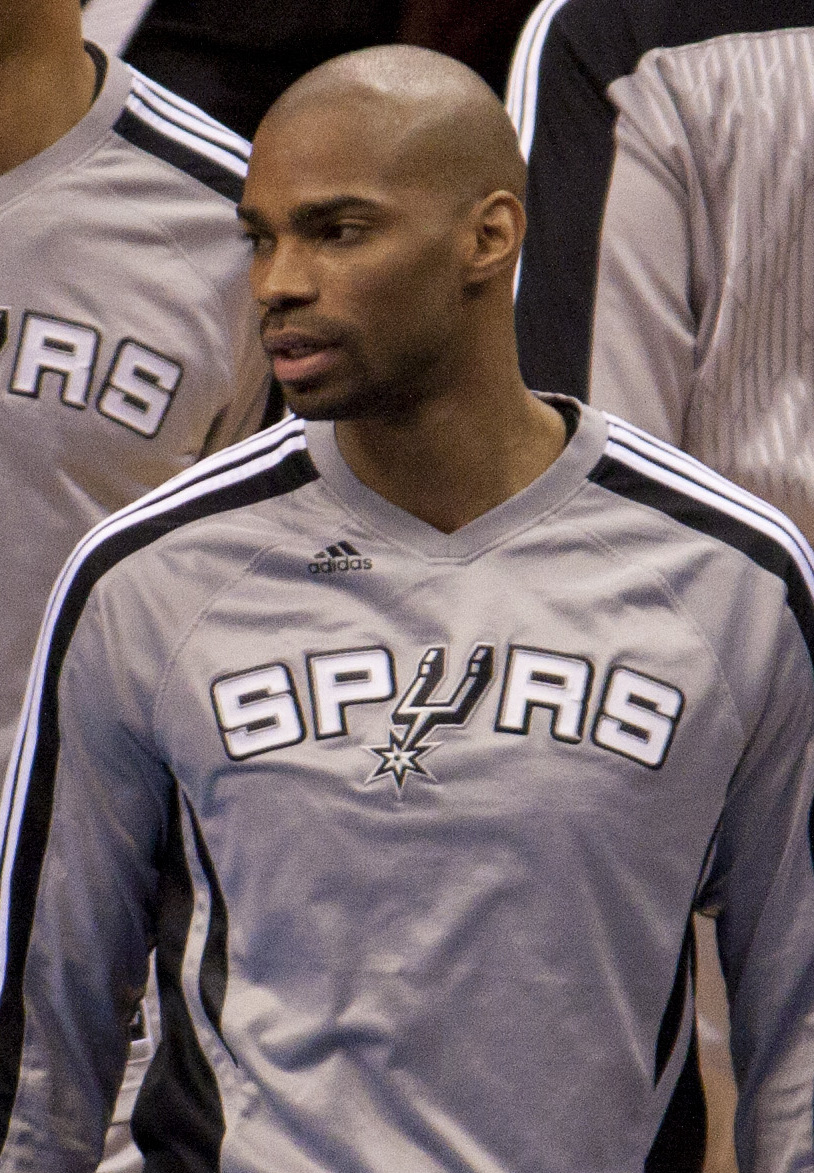
Gary Neal con la camiseta de los San Antonio Spurs

En su etapa en el AXA FC Barcelona pasó desapercibido, ya que no contaba con la confianza de Duško Ivanović, lo que, a la postre, provocó su marcha al Benetton Treviso italiano. En el mercado de invierno de la temporada 2009/2010, y tras su paso por Benetton Treviso, fichó por el Unicaja Málaga.
Una vez finalizada la temporada con el Unicaja, Neal realizó la NBA Summer League de Las Vegas con San Antonio Spurs, convenciendo a la franquicia y firmando un contrato para las próximas tres temporadas por el mínimo salarial según confirmó el agente del jugador.
Neal obtuvo la mejor actuación en los playoffs de su carrera con los San Antonio Spurs, logrando el récord de triples, obteniendo 7 de estos en un encuentro de la final ante Miami Heat.
El 30 de julio de 2013, firma con Milwaukee Bucks.
[actualizar]

### Entrenador
El 26 de agosto de 2019, Neal se unió al cuerpo técnico de los Towson Tigers como asistente.

## Estadísticas de su carrera en la NBA

### Temporada regular
| Año     | Equipo      | PJ  | PT | MPP  | %TC  | %3P  | %TL   | RPP | APP | ROB | TPP | PPP  |
| ------- | ----------- | --- | -- | ---- | ---- | ---- | ----- | --- | --- | --- | --- | ---- |
| 2010-11 | San Antonio | 80  | 1  | 21.1 | .451 | .419 | .808  | 2.5 | 1.2 | .3  | .0  | 9.8  |
| 2011-12 | San Antonio | 56  | 7  | 21.5 | .436 | .419 | .781  | 2.1 | 2.1 | .5  | .0  | 9.9  |
| 2012-13 | San Antonio | 68  | 17 | 21.8 | .412 | .335 | .865  | 2.1 | 1.9 | .4  | .0  | 9.5  |
| 2013-14 | Milwaukee   | 30  | 2  | 20.2 | .390 | .360 | .833  | 1.7 | 1.5 | .2  | .0  | 10.0 |
| 2013-14 | Charlotte   | 22  | 1  | 23.0 | .438 | .406 | .961  | 1.8 | 1.7 | .5  | .0  | 11.2 |
| 2014-15 | Charlotte   | 43  | 0  | 21.7 | .359 | .293 | .863  | 2.2 | 1.9 | .4  | .0  | 9.6  |
| 2014-15 | Minnesota   | 11  | 1  | 23.8 | .429 | .355 | .879  | 3.2 | 1.8 | .6  | .0  | 11.8 |
| 2015-16 | Washington  | 40  | 2  | 20.2 | .465 | .410 | .855  | 2.1 | 1.2 | .5  | .0  | 9.8  |
| 2016-17 | Atlanta     | 2   | 0  | 9.0  | .000 | .000 | 1.000 | .5  | .5  | .0  | .0  | 2.0  |
| Total   | Total       | 352 | 31 | 21.3 | .422 | .382 | .850  | 2.2 | 1.6 | .4  | .0  | 9.9  |

### Playoffs
| Año   | Equipo      | PJ | PT | MPP  | %TC  | %3P  | %TL   | RPP | APP | ROB | TPP | PPP  |
| ----- | ----------- | -- | -- | ---- | ---- | ---- | ----- | --- | --- | --- | --- | ---- |
| 2011  | San Antonio | 6  | 0  | 18.5 | .370 | .263 | 1.000 | 3.0 | .8  | .2  | .2  | 7.7  |
| 2012  | San Antonio | 14 | 0  | 15.5 | .476 | .444 | .846  | 1.3 | 1.4 | .1  | .0  | 7.5  |
| 2013  | San Antonio | 21 | 0  | 18.6 | .385 | .348 | 1.000 | 2.1 | .7  | .1  | .0  | 6.8  |
| 2014  | Charlotte   | 4  | 0  | 26.0 | .353 | .222 | .714  | 2.0 | 1.0 | .0  | .0  | 11.3 |
| Total | Total       | 41 | 0  | 17.5 | .411 | .364 | .944  | 2.0 | 1.0 | .1  | .0  | 7.2  |